# Chondrocladia
Chondrocladia är ett släkte av svampdjur. Chondrocladia ingår i familjen Cladorhizidae.

## Bildgalleri

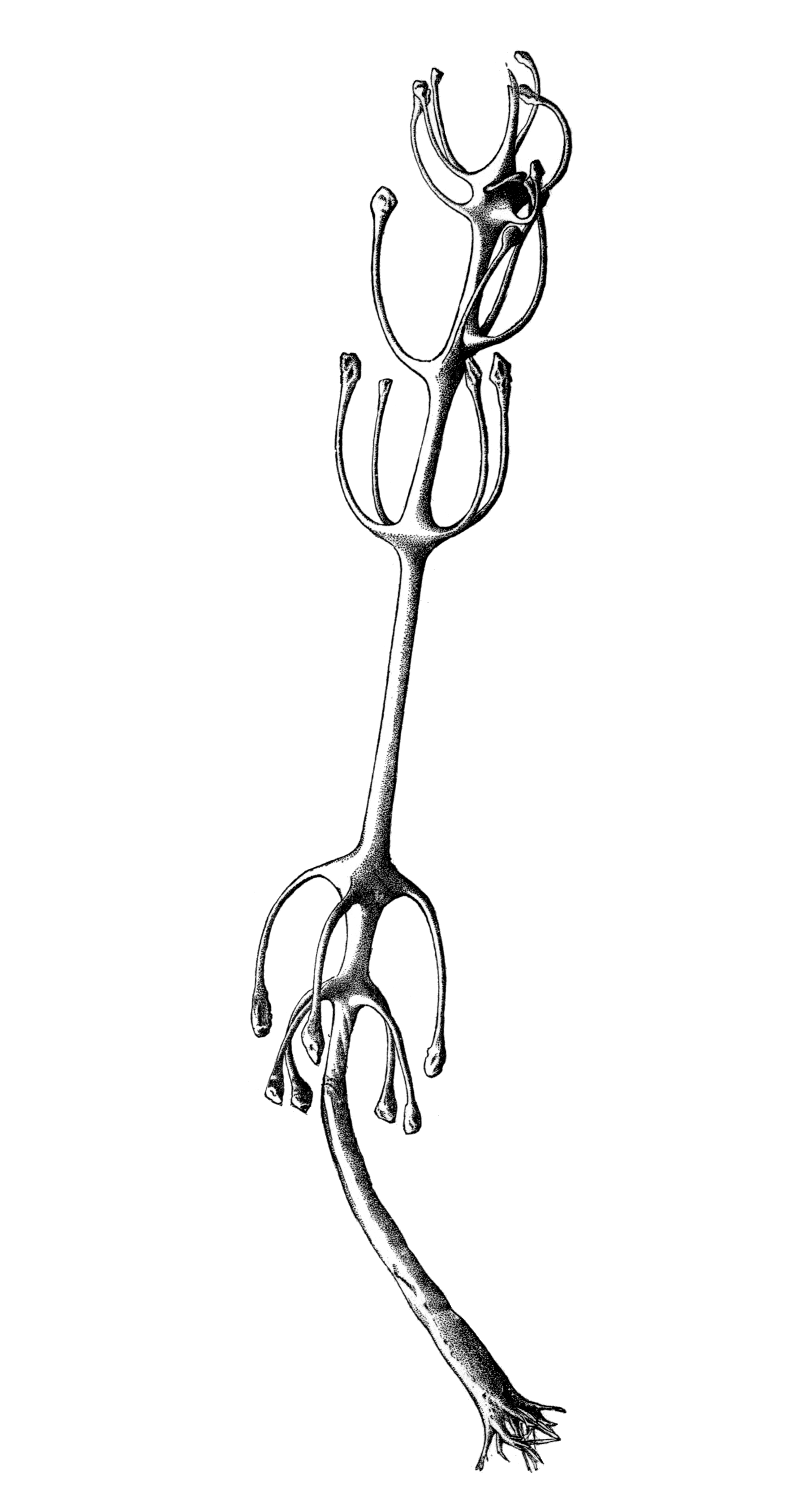
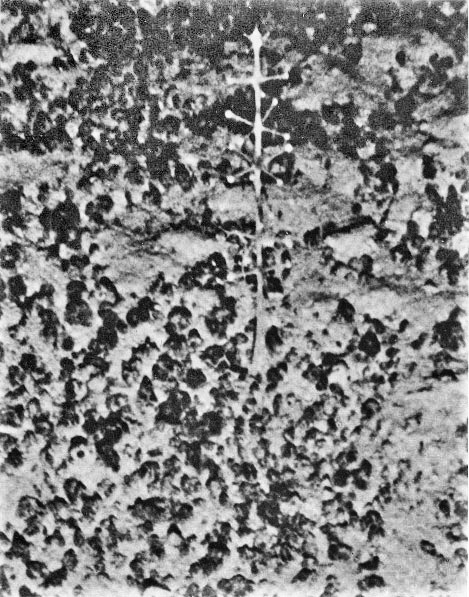
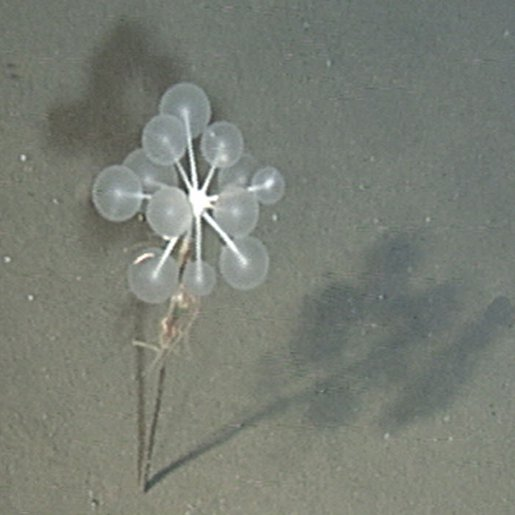
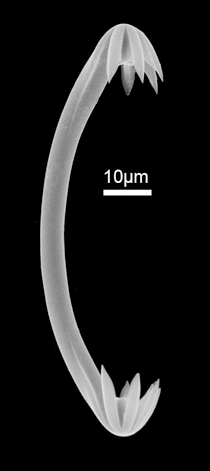

## Dottertaxa tillChondrocladia, i alfabetisk ordning[1]
- Chondrocladia albatrossi
- Chondrocladia amphactis
- Chondrocladia antarctica
- Chondrocladia arctica
- Chondrocladia arenifera
- Chondrocladia asigmata
- Chondrocladia burtoni
- Chondrocladia clavata
- Chondrocladia concrescens
- Chondrocladia crinita
- Chondrocladia dichotoma
- Chondrocladia fatimae
- Chondrocladia gigantea
- Chondrocladia gracilis
- Chondrocladia guiteli
- Chondrocladia koltuni
- Chondrocladia lampadiglobus
- Chondrocladia levii
- Chondrocladia magna
- Chondrocladia michaelsarsii
- Chondrocladia multichela
- Chondrocladia nani
- Chondrocladia nicolae
- Chondrocladia nucleus
- Chondrocladia pulvinata
- Chondrocladia scolionema
- Chondrocladia stipitata
- Chondrocladia vaceleti
- Chondrocladia verticillata
- Chondrocladia virgata
- Chondrocladia yatsui